# Arsames (sátrapa)
Arsames  (en griego antiguo: Ἀρσάμης, romanizado: Arsámēs, persa antiguo Aršāma; fue un príncipe persa de la dinastía aqueménida nieto de Darío I. Arsames era un nombre común entre los persas  de la familia aqueménida, así como entre la élite persa del Imperio aqueménida (550-330 a. C.). La forma femenina del nombre, *Aršāmā, está atestiguada en la hija de Darío I (522-486 a. C.).

## Carrera
Arsames fue un príncipe de la dinastía aqueménida, que ejerció como sátrapa (gobernador) de Egipto durante el siglo V a. C. en la época de la Dinastía XXVII de Egipto. Poseía grandes propiedades agrarias, tanto en Egipto como en Babilonia. De su gobierno se conoce un importante número de documentos administrativos, provenientes sobre todo en la ciudad de Elefantina.
En el epítome de la obra de Ctesias es posible hallar dos confusas posibles alusiones a Arsames. En primer lugar, se menciona que cierto Sarsamas fue nombrado sátrapa de Egipto por Megabizo, Este hecho se situaría alrededor del 454 a. C, cuando un antiguo príncipe egipcio llamado Inaro se había rebelado abiertamente contra Artajerjes I y el dominio aqueménida y había matado en combate al sátrapa, Aquemenes. Ese mismo año, poco después de su nombramiento, Arsames ayudó a sofocar la revuelta derrotando a los refuerzos atenienses enviados al delta del Nilo. Tras la revuelta, Arsames emprendió una política conciliadora con los egipcios nativos para evitar que se desencadenaran nuevas revueltas; probablemente por este motivo, permitió que el hijo de Inaro, Taniras, mantuviera su señorío sobre parte del delta, tal y como informa Heródoto.
La datación de los documentos administrativos (desde el 428 a. C. en adelante) y la poca fiabilidad de Ctesias en cuanto a cronología, hacen dudar de que Arsames haya ejercido su cargo desde épocas tan tempranas. Más adelante el mismo texto vuelve a aludir a Arsames, esta vez bajo la forma igualmente corrupta de Arxanes. Esta segunda alusión ocurre durante la crisis sucesoria desencadenada tras la muerte del rey Artajerjes I (424-423 a. C.), esto es, cuando Arsames ya era sátrapa de Egipto de acuerdo con los documentos de Elefantina. En este contexto, el epítome dice que Arxanes, sátrapa de Egipto, se reunió con Arbario, comandante de la caballería, y el eunuco Artoxares para apoyar la pretensión al trono de Oco, el que sería rey bajo el nombre de Darío II (423-404 a. C.).
Los Papiros de Elefantina asociados a Arsames datan del período 428-406 a. C., y están escritos en idioma arameo sobre papiros y pergaminos. Muchos de ellos abarcan asuntos de administración propios de la satrapía, mientras que un número de cartas del propio Arsames (411-408 a. C.) conciernen la administración de sus propiedades en Papremis (delta occidental), ricas en viñedos. Estas cartas fueron escritas desde Susa, sede de la corte real, donde Arsames residía por entonces. Durante su estadía en la corte, la administración de la satrapía parece haberle sido encargada a cierto funcionario de nombre Artavant. 
En 410 a. C. estalló una revuelta en Elefantina, donde vivía una comunidad judía establecida junto con los egipcios nativos, y donde las dos comunidades tenían su templo local, el de Yahweh y Jnum respectivamente. Los judíos eran bien tolerados por Arsames y por los ocupantes persas en general; sin embargo, parece que la práctica judía del sacrifico de cabras a su dios fue percibida como un insulto por el sacerdocio del templo vecino de la deidad egipcia con cabeza de carnero Jnum, cuando Arsames se encontraba ausente. En el año 404 a. C. estalló una rebelión en Egipto, que resultó con la proclamación de Amirteo como faraón. Por entonces, ya no se tiene noticia de la suerte de Arsames.
Sus propiedades en la zona de Babilonia están documentadas en un grupo de documentos cuneiformes, datables entre los años 464 y 408 a. C.